# Egstedt
Egstedt am Steiger ist ein Ortsteil der thüringischen Landeshauptstadt Erfurt und liegt 8 km südlich des Stadtkerns.

## Geschichte

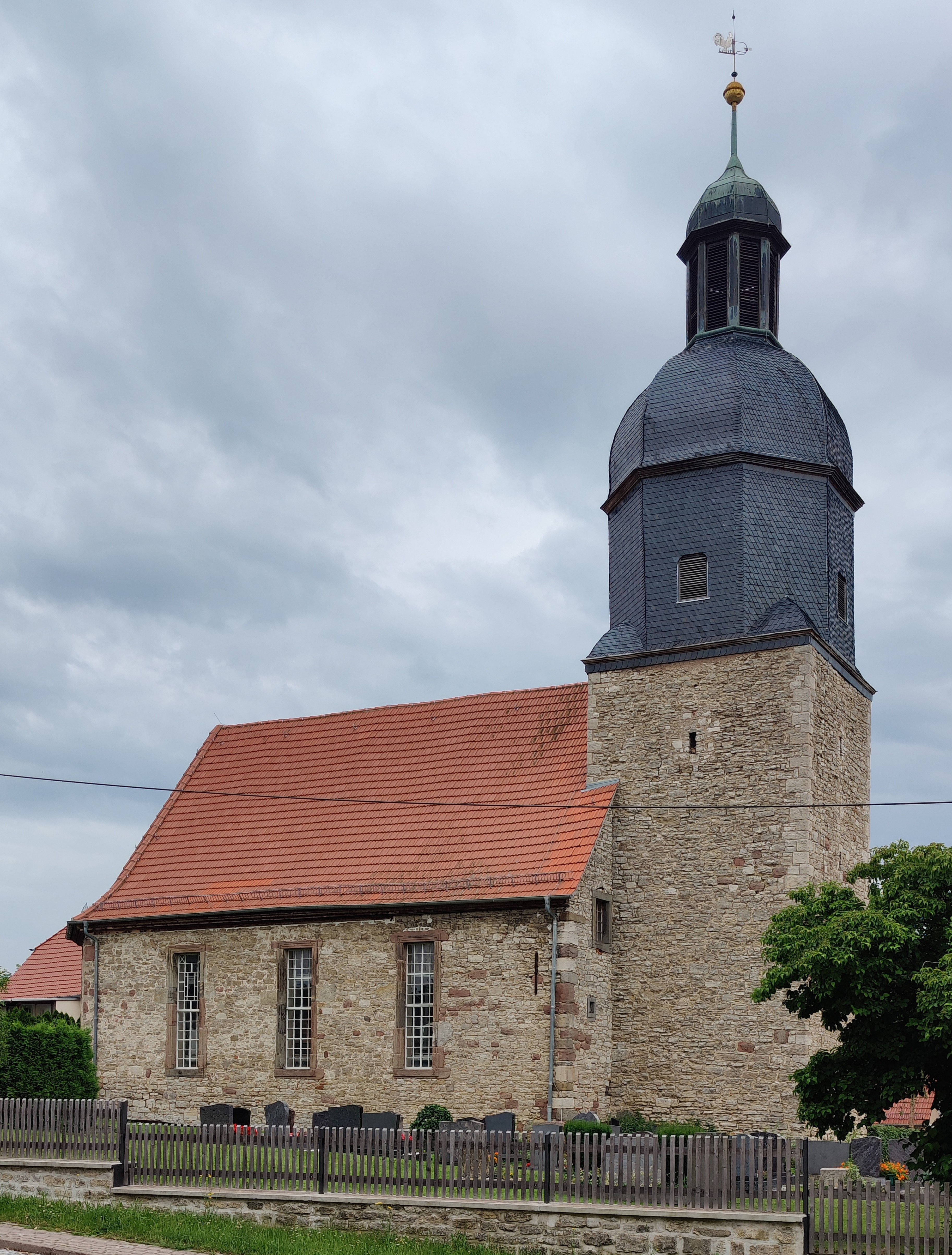
Kirche St. Michael

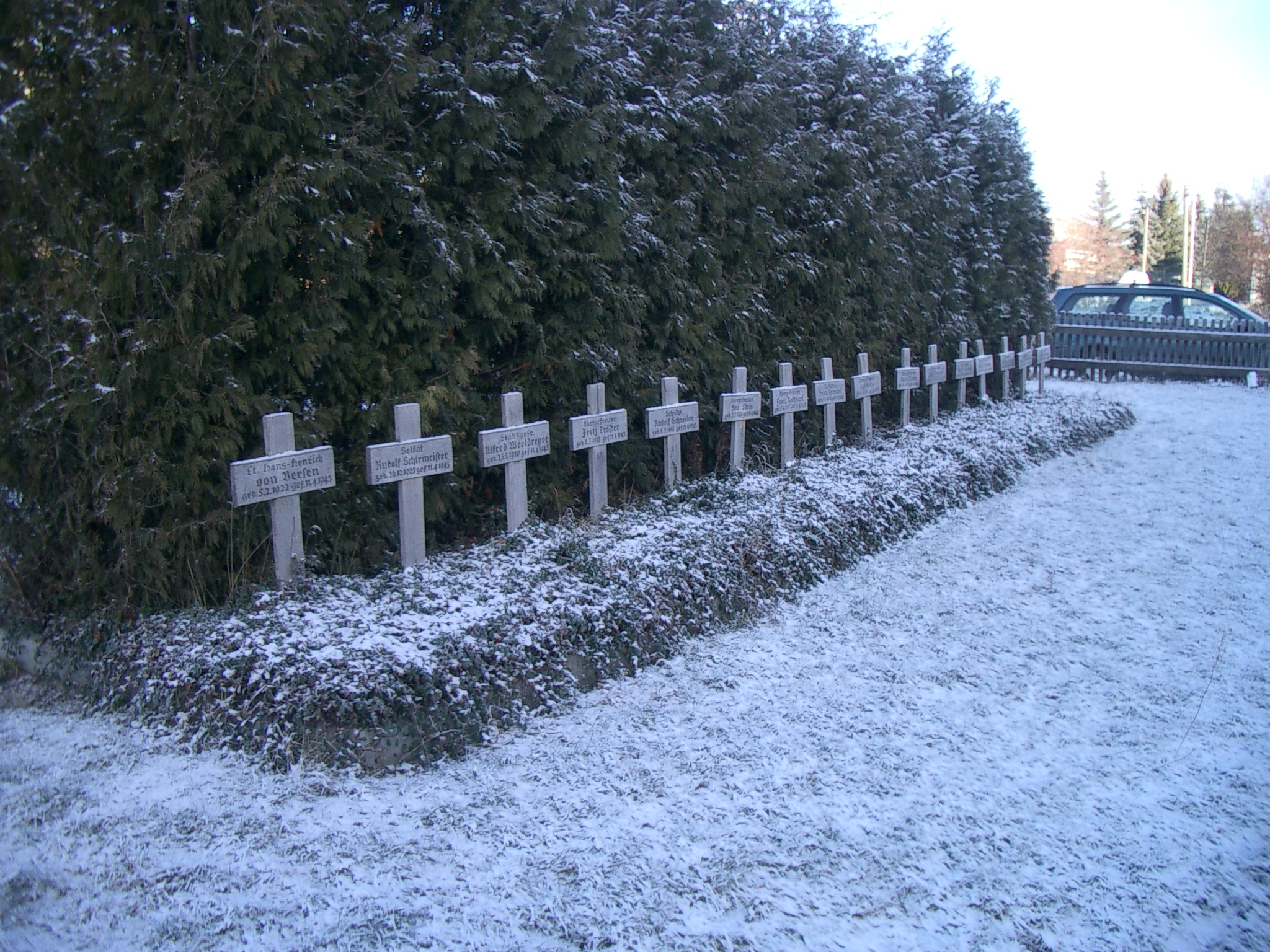
Gräber mit den 16 Gefallenen vom 11. April 1945 auf dem Egstedter Kirchhof

Die Region ist bereits lange besiedelt. Aus der jüngeren Steinzeit fanden sich in der Egstedter Flur Steinbeile und -hämmer, aus der Bronzezeit eine Axt und ein Kelt aus dem damals üblichen Metall. Auf der benachbarten Walterslebener Flur wurde ein Gräberfeld der Bandkeramiker aus der jüngsten Bronzezeit (um 1000 bis 500 vor Chr.) entdeckt. Der Name der Egstedter Kirche St. Michael deutet auf eine vorher dort bestehende germanisch-heidnische Kultstätte.
Der Ort lag an einer alten Handelsstraße von Erfurt nach Süden Richtung Stadtilm. Die Geschichte von Egstedt war immer eng mit der von Erfurt verbunden. Egstedt gehörte zum Stadtamt des Erfurter Gebiets. Bei kriegerischen Auseinandersetzungen, so im Dreißigjährigen Krieg, flohen die Egstedter auch häufig in den Schutz der Erfurter Mauern. 1802 kam Egstedt mit dem Erfurter Gebiet zu Preußen und zwischen 1807 und 1813 zum französischen Fürstentum Erfurt. Mit dem Wiener Kongress kam der Ort 1815 wieder zu Preußen und wurde 1816 dem Landkreis Erfurt in der preußischen Provinz Sachsen angegliedert.
Aus dem Ersten Weltkrieg kehrten 10 Egstedter Männer nicht zurück. Das ihnen gesetzte Kriegerdenkmal wurde 1975 bei der Verrohrung des Rinnebachs beseitigt. Vorher entfernte man schon die Nachbildung des Stahlhelms auf dem Mahnmal.
Seit Ende des 19. Jahrhunderts liegt ein Truppenübungsplatz östlich des Ortes (heute Standortübungsplatz der Bundeswehr). In einem Waldgebiet zwischen Egstedt und Schellroda befand sich im Zweiten Weltkrieg eine unterirdische Heeresmunitionsanstalt (die durch die NVA als „Muna“ bis 1990 weiter genutzt wurde).
Am 11. April 1945 zogen US-amerikanische Truppen in Egstedt ein, das 3. Bataillon des 318. Infanterie-Regiments der 80. US-Infanterie-Division. Am frühen Morgen war es zu Kampfhandlungen in der Egstedter Flur gekommen. Dabei kamen 16 Wehrmachtssoldaten und ein Amerikaner ums Leben. Männer aus dem Dorf sammelten auf Pferdefuhrwerken die Gefallenen ein. Sie wurden am 15. April auf dem Friedhof von Egstedt, neben der Kirche, in einer Grabreihe beigesetzt. Am 29. April fand eine Gedenkfeier in der Kirche statt. Der US-Soldat wurde später auf den Amerikanischen Friedhof Margraten in den Niederlanden überführt. Die Grabanlage wurde auch zur DDR-Zeit von der Gemeinde und von Einwohnern gepflegt.
Egstedt verlor im Zweiten Weltkrieg 18 Männer an den Fronten und in Gefangenschaft. Der Ort war dann ab Juli 1945 Teil der SBZ, ab 1949 der DDR. So machte Egstedt die entsprechenden gesellschaftlichen Entwicklungen mit. Nach vielen Evakuierten aus den bombengefährdeten Gebieten während des Krieges hatte der Ort dann zahlreiche Heimatvertriebene aufzunehmen. Ende 1946 waren es 200 solche Neubürger.
Das bereits Ende der 1980er begonnene Wohngebiet in östlicher Richtung wurde ab Anfang der 1990er erweitert. Das Gebäude für die Kindertagesstätte und das Bürgerhaus wurden 1991 fertiggestellt. Der Dorfclub Egstedt e. V., der Heimatverein Egstedt e. V. und die Kirchgemeinde Egstedt gestalten im Wesentlichen das kulturelle Leben in der Ortschaft. Im Ort gibt es zwei Bauunternehmen, zwei Landwirtschaftsbetriebe und mehrere Handwerk- und Gewerbetreibende. Egstedt weist viele stattliche Höfe mit restaurierten Fachwerkbauten auf, besonders im Ortskern. Die frühere Grundschule wurde 2009 an Privat verkauft und beinhaltet nun unter anderem ein Tonstudio.
Am 14. März 1974 wurde Egstedt um die bisherige Gemeinde Bechstedt-Wagd vergrößert. Am 1. Juli 1994 wurde Egstedt ohne Bechstedt-Wagd in die Landeshauptstadt Erfurt eingegliedert, während Bechstedt-Wagd tags zuvor nach Kirchheim umgegliedert wurde.

### Einwohnerentwicklung
| Jahr      | 1843 | 1910 | 1939 | 1990 | 1995 | 2000 | 2005 | 2010 | 2011 | 2012 | 2013 | 2014 | 2015 | 2017 | 2018 | 2019 | 2020 | 2021 | 2022 | 2023 |
| --------- | ---- | ---- | ---- | ---- | ---- | ---- | ---- | ---- | ---- | ---- | ---- | ---- | ---- | ---- | ---- | ---- | ---- | ---- | ---- | ---- |
| Einwohner | 334  | 353  | 337  | 564  | 506  | 517  | 509  | 496  | 488  | 496  | 501  | 512  | 508  | 512  | 533  | 528  | 523  | 528  | 516  | 513  |

## Politik
Politisches Gremium im Ort ist der Ortsteilrat gemäß §45 ThürKO, gewählt für eine Periode von 5 Jahren.
Der Ortsteilrat setzt sich mit der Einwohnerzahl >=500 aus 6 Ratsplätzen zusammen, die aktuell mit 5 Räten besetzt sind.
Ortsteilbürgermeister ist seit 26. Mai 2019 in der zweiten Legislaturperiode Christian Lünser.

## Ortsname
Das Dorf fand bereits am Ende des 9. Jahrhunderts Erwähnung als Eggestat. Für den Ortsnamen gibt es mehrere Deutungen. „Egge“ steht althochdeutsch für „Höhe“, danach wäre Egstedt die „Stätte auf der Höhe“. Tatsächlich ist der Ort mit 350 Metern der höchstgelegene um Erfurt. Andere Deutungen sind: „Eginstete“ für „Schwertstätte“ (althochdeutsch „Egin“ = Schwert) oder Bezeichnung nach einem Namen wie Eginald, Eginbert oder Eginhard.

## Kirche St. Michael
Die Kirche, die der Heiligen Dreifaltigkeit geweiht war (Trinitatis-Kirche) und deren Patronat ursprünglich der Äbtissin des Erfurter Cyriaksklosters zustand, wurde 1711 als evangelische Kirche neu errichtet. Der aus früherer Zeit stammende untere Teil des Turmes wurde beibehalten. Die zwei Glocken wurden von den Gebrüdern Ulrich in Apolda gegossen. Neben einem Taufbecken älteren Ursprungs aus Sandstein befindet sich ein Taufgestell aus der Zeit des Kirchenneubaus in der Kirche. Sehenswert ist eine weitestgehend original erhaltene Volckland-Orgel auf der oberen Empore. Sie ist allerdings seit 1980 nicht mehr spielbar und bedarf einer umfangreichen Restaurierung. Seit 2006 erfolgt als „Projekt Kirchenrenovierung“ die Restaurierung des wertvollen Kircheninneren durch Gemeindekirchenrat, engagierte Bürger und mit Unterstützung des Fördervereins Denkmalpflege in Thüringen sowie beider ortsansässige Vereine und Einzelspender. Bis 2010 wurden dabei das Tonnengewölbe, die Emporen sowie der Altar renoviert bzw. restauriert. Ziel war es, die Kirche zu ihrer 300-Jahr-Feier im Jahre 2011 „wieder in altem Glanz erstrahlen zu lassen“. Die Fertigstellung dauert noch an. 2017 wurde die Umfriedung des Kirchengeländes durch eine Privatinitiative und in Eigenleistung umfassend saniert.

## Wappen

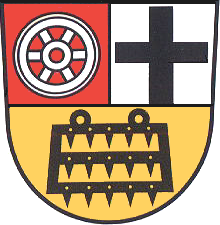
Wappen von Egstedt

Die früher selbstständige Gemeinde Egstedt bekam am 27. Juni 1994 vom Thüringer Innenministerium offiziell die Genehmigung, ein Wappen zu führen.
In diesem Wappen steht die Egge als beredtes Symbol für die volksetymologische Deutung des Ortsnamens und für die bis heute bestehenden Beziehungen zur Landwirtschaft. Das silberne sechsspeichige Rad auf rotem Untergrund steht für den historischen Handelsweg von Erfurt nach Stadtilm sowie für die Beziehungen Egstedts zu Erfurt. Das schwarze Kreuz symbolisiert die Ortskirche und deutet zugleich auch auf ein Sühnekreuz in der Ortslage hin. Aus Vereinfachungsgründen wird das Rad sowie der Hintergrund vom Kreuz heute weiß dargestellt.

## Verkehr

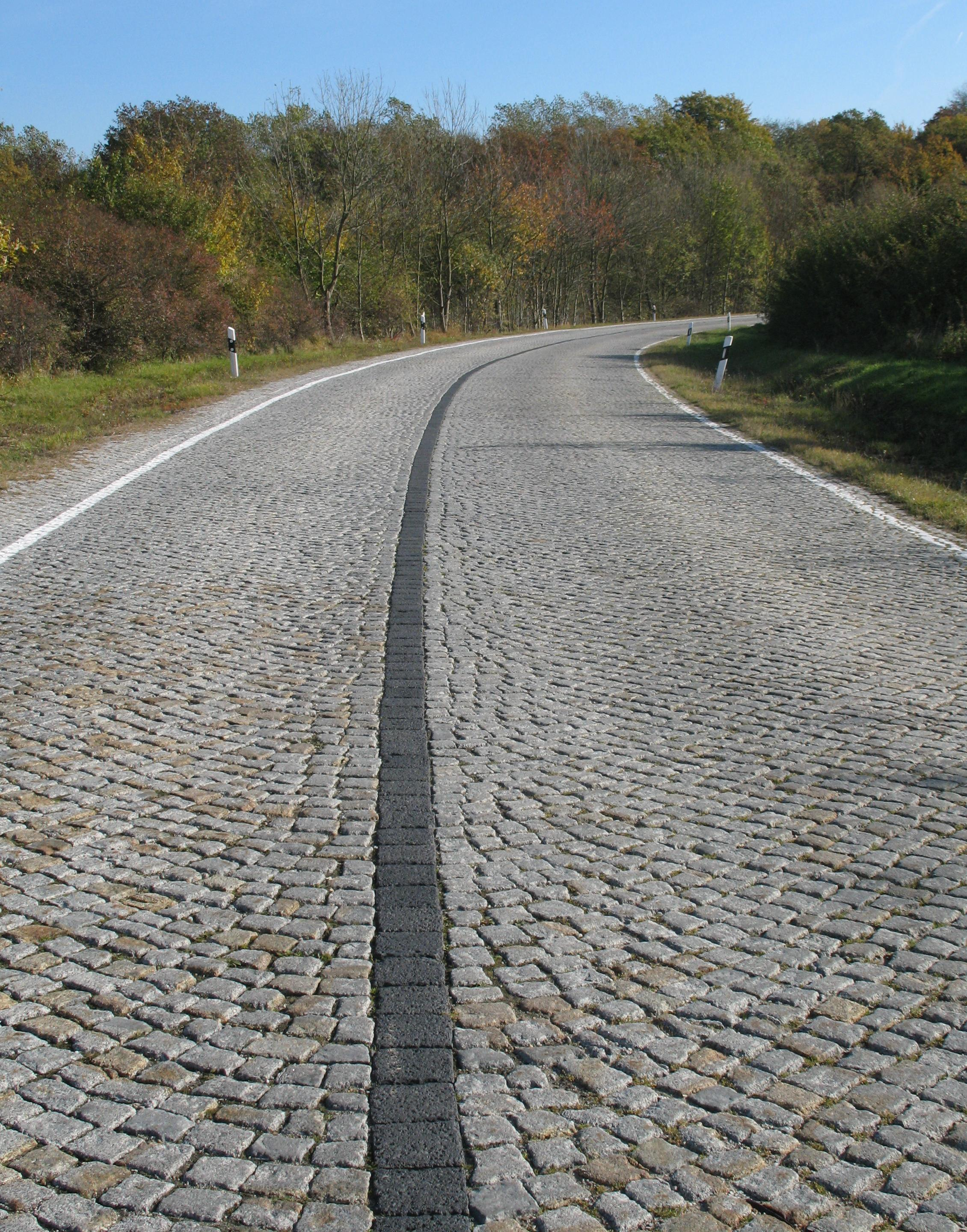
Gepflasterte Landesstraße L 2155 nach Klettbach-Schellroda

Egstedt liegt an der (seit 1837 bestehenden) Landstraße von Erfurt nach Stadtilm.
Ein breiter Radweg neben der vielbefahrenen Strecke nach Erfurt wurde 2011 gebaut.

## Veranstaltungen
- Maifeuer
- Brunnenfest
- Sommerfest der Kirchgemeinde
- Wipfelrauschen am Forsthaus Willrode
- Subbotnik Egstedt (World Cleanup Day)
- Handgemachtes Markt
- Kirmes
- Herbstfeuer
- Adventsmarkt
- Seniorenweihnachtsfeier

## Sehenswürdigkeiten
- Ev. Kirche St. Michael und umgebender Friedhof mit Soldatengräbern
- ehem. Pfarrhof
- Fachwerkhäuser
- Sühnekreuz aus Sandstein in Malteser-Kreuzform: am nördlichen Ortsrand rechts an der Landstraße nach Erfurt
- Forsthaus Willrode im Willroder Forst östlich des Ortes.
- Kaiserwiese: dieses Flächennaturdenkmal im Bechstedter und Rockhäuser Holz ist Standort heimischer Orchideen und der vom Aussterben bedrohten Wilden Wiesengladiole. Von 1945 bis 1950 warf die sowjetische Luftwaffe hier zu Übungszwecken Bomben ab. In der Umgebung findet man jetzt noch Bombentrichter.

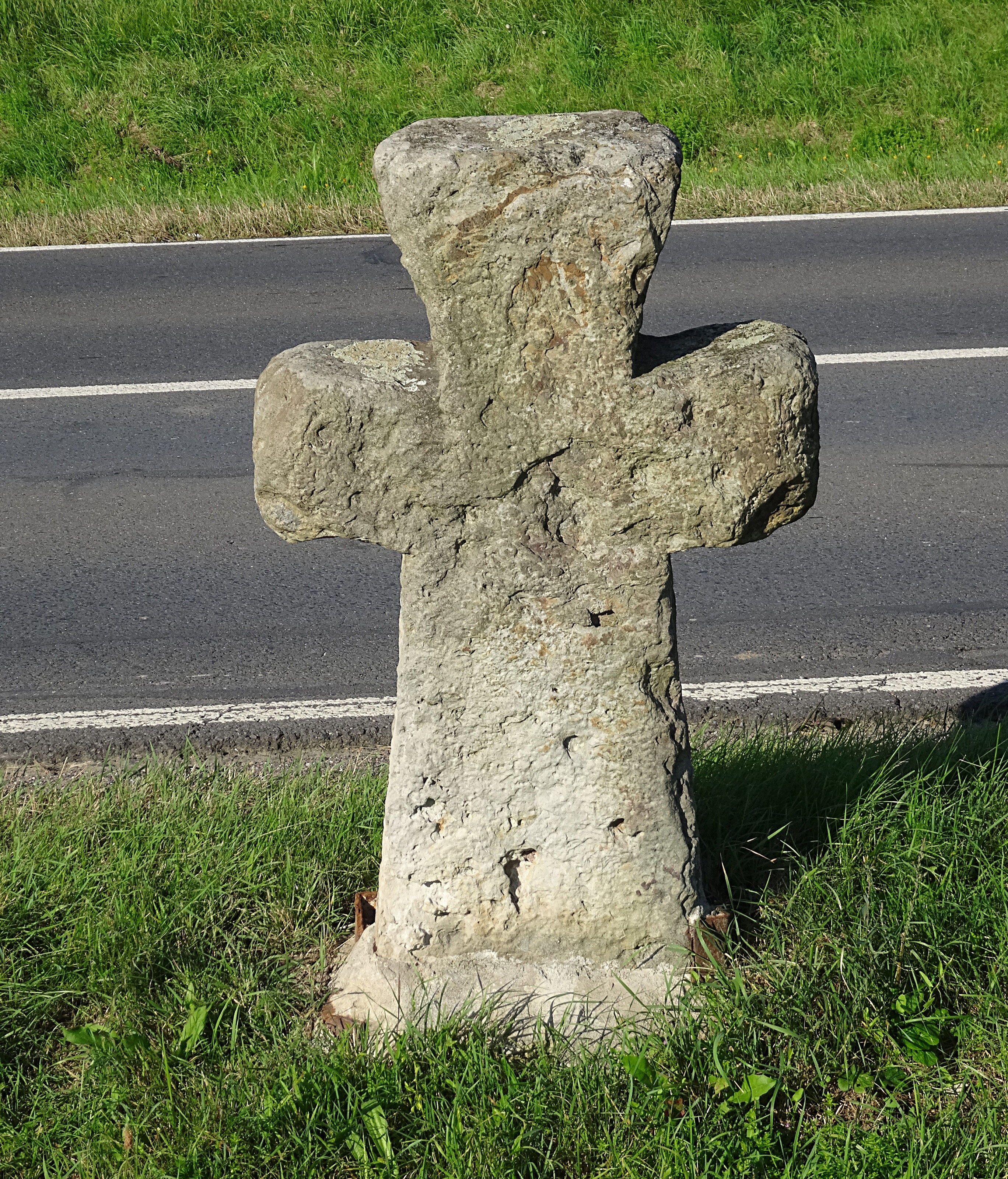
Sühnekreuz am Ortseingang an der Landesstraße zwischen Egstedt und Erfurt

## Partnerschaft
Seit 1990 mit Heidesheim am Rhein. Zwischen den evangelischen Kirchgemeinden bestand eine Partnerschaft bereits seit 1975.

## Persönlichkeiten
- Johann Christoph Weingärtner (1771–1833), Mathematiker, Geistlicher und Theologe, war von 1805 bis 1812 Pfarrer von Egstedt
- Hermann Reinholz (* 1924 in Egstedt; † 1967 in Saarburg): Jurist und Politiker (CDU/West)